# Bare Knuckle Fighting Championship
Bare Knuckle Fighting Championship (BKFC) es una promoción estadounidense de boxeo sin guantes o bare-knuckle con sede en Filadelfia, Estados Unidos. La promoción se fundó en abril de 2018 y está presidida por David Feldman, Bobby Gun y Danny Provenzano. BKFC es la primera promoción que organiza un evento oficial de boxeo a puño limpio autorizado y comisionado por el estado en los Estados Unidos desde 1889. Su primer evento se celebró en 2018, y a partir de abril de 2024 se celebrarán 82 eventos numerados.

## Historia

### Lanzamiento
El evento inaugural del BKFC, que tuvo lugar el 2 de junio de 2018, contó con la primera pelea a puño limpio entre mujeres sancionada por los Estados Unidos en la historia moderna. El Salón de la Fama del Boxeo Bare-Knuckle reconoció este hito y le otorgó a la vencedora de esta contienda, Bec Rawlings, el Cinturón de Diamante Mundial del National Police Gazette varios días después. BKFC reconoce a los campeones de Police Gazette, y podrán defender sus títulos dentro de esta promoción.
En BKFC 3, Arnold Adams derrotó a Sam Shewmaker en la final de un torneo de ocho hombres para ser coronado como el campeón inaugural de peso pesado de BKFC. Este evento también albergó los cuartos de final de un torneo para coronar a un campeón de peso ligero.
En febrero de 2019, el peleador de MMA y ex contendiente al título de peso semipesado de UFC Anthony Johnson anunció que se uniría a la empresa en un puesto administrativo.

### Expansión
En octubre de 2021, Nick Chapman estableció Bare Knuckle Fighting Championship Thailand (BKFC Tailandia), la primera sucursal con licencia oficial de BKFC en Asia. El BKFC Tailandia celebró su evento inaugural el 18 de diciembre de 2021, subtitulado como «The Game Changer» (El cambio de juego). El evento contó con grandes nombres como el ex campeón de boxeo de dos divisiones del WBC Sirimongkol Singmanasak y el luchador de muay thai Sinsamut Klinmee.
El 24 de febrero de 2022, David Feldman anunció en The MMA Hour que TrillerNet había adquirido una participación mayoritaria de BKFC. En BKFC 26, el 24 de junio de 2022, el campeón de peso ligero de BKFC, Luis Palomino, ganó el campeonato de peso welter para convertirse en el primer doble campeón en la historia de BKFC.
En septiembre de 2022, se anunció que BKFC había adquirido la Bare Fist Boxing Association (BFBA) con sede en el Reino Unido, formando Bare Knuckle Fighting Championship United Kingdom (BKFC UK). Mientras tanto, BKFC Tailandia cambió su nombre a BKFC Asia el 14 de noviembre de 2022, aunque los eventos organizados en Tailandia conservaron la designación "BKFC Tailandia" para mantener el reconocimiento regional.
En 2023, BKFC anunció el lanzamiento de la Serie de Prospectos BKFC. Los luchadores de la Prospects Series competirán frente al presidente de BKFC, David Feldman, por la oportunidad de obtener un contrato con BKFC; un formato similar al Dana White's Contender Series o la PFL Challenger Series en artes marciales mixtas. Los competidores de la Prospects Series incluyen participantes anteriores en las pruebas abiertas de BKFC, así como atletas con experiencia en boxeo, muay thai y MMA. La primera edición de la BKFC Prospects Series se estrenó el 24 de agosto de 2023 en Miami, y se adjudicaron seis contratos.
El 27 de abril de 2024, en BKFC: Knucklemania IV, se anunció que Conor McGregor y su empresa McGregor Sports and Entertainment pasarían a ser copropietarios de BKFC.
El 5 de junio de 2024, BKFC anunció un programa de intercambio de talentos con la Rizin Fighting Federation con sede en Japón, en el que ambas compañías permitirían que los talentos pelearan en las organizaciones de cada una en combates a puño limpio. En Super Rizin 3 el 28 de julio de 2024, Charisa Sigal, Tai Emery, Takaki Soya y John Dodson pelearon en combates a puño limpio en la cartelera preliminar.

## Normas
BKFC lleva a cabo todos los combates en un ring circular de cuatro cuerdas, conocido como «Círculo Cuadrado». Este ring incorpora elementos de la histórica lucha a puño limpio al contener dos líneas de agarre, separadas por un metro y en el medio del ring. Estas líneas de scratch se basan en las Reglas de Broughton, que regían la lucha a puño limpio en el siglo XIX. Es un requisito que cada peleador comience cada ronda con su pie delantero en la línea de salida. Esto se conoce como «Toe the Line» y es una instrucción que se da a los luchadores al comienzo de cada ronda, seguida de «Knuckle Up» que señala el comienzo de la ronda.

### Bare Knuckle Thai
Las reglas del Bare Knuckle Thai son similares al Muay Thai, con la notable excepción de que los competidores pelean sin guantes. Los combates constan de cinco rondas, y cada ronda dura dos minutos. Las reglas permiten el uso de patadas, puñetazos, codazos y rodillas, pero prohíben explícitamente las zancadillas y los barridos. Los luchadores también deben permanecer activos en un clinch, que dura tres segundos. En caso de empate, se disputará una sexta ronda de prórroga para determinar un ganador. BKFC Tailandia celebró el primer combate especial de Bare Knuckle Thai, con las leyendas del muay thai Buakaw Banchamek y Saenchai, en BKFC Tailandia 5: Legends of Siam el 4 de noviembre de 2023.

## Socios de transmisión
Los eventos PPV del BKFC se transmitieron inicialmente a nivel mundial en FITE TV. El 24 de julio de 2020, se anunció que DAZN comenzaría a transmitir eventos de BKFC en agosto.
Después de la adquisición de Triller, Fite anunció en febrero de 2023 que todos los eventos de BKFC estarían incluidos para los suscriptores de Fite+.
El 13 de septiembre de 2024, se anunció que BKFC y DAZN formaron un acuerdo de tres años que permitirá a DAZN transmitir los eventos de BKFC a partir de octubre.

## Muerte de Justin Thornton
BKFC estuvo involucrado en una controversia después de la muerte del boxeador Justin Thornton el 20 de agosto de 2021 en BKFC 20. Justin Thornton murió como resultado de una lesión en la columna vertebral sufrida durante su debut en el BKFC. Thornton había estado en una racha de cinco derrotas antes de la pelea.
El emparejamiento y las regulaciones fueron criticadas por el presidente de UFC, Dana White, quien dijo: «¿Alguien está sorprendido? ¿Me refiero a una pelea a puño limpio? No soy un gran fan. Llevamos 25 años organizando peleas. He hecho más de 7.000 peleas sin lesiones graves en UFC. Que si no estuvieran en UFC, probablemente habrían peleado y probablemente habrían muerto. Así que ni siquiera se tendría que hablar sobre nosotros en la misma frase que el boxeo a puño limpio».

## Categorías de peso de BKFC
| División        | Límite de peso superior | Género               |
| --------------- | ----------------------- | -------------------- |
| Peso pesado     | Ilimitado               | Masculino            |
| Peso crucero    | 205 lb (93 kg)          | Masculino            |
| Peso semipesado | 185 lb (84 kg)          | Masculino            |
| Peso medio      | 175 lb (79 kg)          | Masculino            |
| Peso welter     | 165 lb (75 kg)          | Masculino            |
| Ligero          | 155 lb (70 kg)          | Masculino            |
| Peso pluma      | 145 lb (66 kg)          | Masculino            |
| Peso gallo      | 135 lb (61 kg)          | Masculino            |
| Peso mosca      | 125 lb (57 kg)          | Masculino / Femenino |
| Peso paja       | 115 lb (52 kg)          | Femenino             |